# Oren O'Neal
Orenthal O'Neal, detto Oren (Stuttgart, 8 settembre 1983), è un giocatore di football americano statunitense attualmente free agent.

## Nella NFL
Stagione 2007
Preso come 175a scelta dagli Oakland Raiders, è sceso in campo per la prima volta in una partita ufficiale il 7 settembre contro i Detroit Lions mentre da titolare ha debuttato il 23 dicembre a Jacksonville contro i Jacksonville Jaguars. Ha giocato 14 partite di cui una da titolare ricevendo una volta sola per una yard.
Stagione 2008
Si è fatto male nella 3ª partita di preseason al ginocchio sinistro. L'infortunio lo ha costretto a stare fuori per tutta la stagione, il 25 agosto è stato messo sulla lista infortunati.
Stagione 2009
Tornato dal brutto infortunio dalla stagione precedente ha giocato 4 partite di cui una da titolare facendo una corsa per nessuna iarda. Ha subito un infortunio alla caviglia prima della 5a settimana che lo ha fermato ancora per il resto della stagione. Il 16 ottobre è stato messo sulla lista infortunati.
Stagione 2010
Il 30 aprile è stato rilasciato.